# Би Муви: Медовый заговор
«Би Муви: Медовый заговор» (англ. Bee Movie, дословный перевод названия — «Пчелиное кино»; омофонический намёк на B movie) — комедийный анимационный фильм.
Теглайн: «Слетайтесь на сладкое!».

## Сюжет
Барри Би Бенсон — пчела, которая недавно закончила колледж и собирается устроиться на работу в Honex Industries со своим лучшим другом Адамом Флейманом. Однако он, когда узнаёт, что выбранная им работа будет единственной в его жизни, разочаровывается. Позже две пчелы сталкиваются с группой пыльцанов — пчёл, собирающих пыльцу с цветов за пределами улья. Пыльцаны предлагают Барри полететь с ними, если он «достаточно пчёл». Во время своего первого полёта за пределами улья Барри попадает под дождь и оказывается на балконе квартиры флориста по имени Ванесса Блум. Заметив Барри, парень Ванессы Кен пытается раздавить его, но Ванесса ловит его и выпускает за окно, спасая ему жизнь.
Позже Барри возвращается к Ванессе, чтобы выразить ей свою благодарность, но при этом нарушив священное правило, согласно которому пчёлы не должны общаться с людьми. Барри и Ванесса завязывают близкую дружбу и проводят время вместе. Когда он и Ванесса находятся в продуктовом магазине, Барри обнаруживает, что люди веками воровали и ели пчелиный мёд. Узнав от сотрудника магазина, что мёд в магазин приходит от компании Honey Farms, Барри решает отправиться туда. По пути он знакомится с комаром Лосегрызом. Недовольный плохим обращением с пчёлами в Honey Farms, Барри решает подать в суд на человечество, чтобы положить конец эксплуатации пчёл. Ванесса соглашается помочь.
Миссия Барри привлекает широкое внимание как пчёл, так и людей; на суде присутствует бесчисленное количество зрителей. Хотя Барри противостоит жёсткий адвокат Лейтон Т. Монтгомери, первый день суда проходит хорошо. В тот вечер Барри ужинает с Ванессой, как вдруг появляется Кен. Ванесса выходит из комнаты, и Кен говорит Барри, что ненавидит, когда пара проводит время вместе. Когда Барри уходит в туалет, Кен устраивает засаду на него и пытается убить его, но вовремя вмешивается Ванесса и расстаётся с Кеном. На второй день суда Монтгомери оскорбляет пчёл, в результате чего глубоко оскорблённый Адам ужалил его. Действия Адама поставили под угрозу авторитет пчёл и его жизнь, но он выжил. На третий день суда Монтгомери просит закрыть дело, мотивировав это тем, что пчелиная сторона не представила ни одного доказательства своих обвинений. Судья уже готова объявить вердикт, однако вовремя появляются Ванесса и Барри, представив пчелиный дымарь, который Монтгомери использует на пчёлах. Барри и его команда выигрывают суд. Монтгомери предупреждает Барри, что тот пожалеет.
Из-за того, что весь мёд оказался у пчёл, Honex прекратила производство мёда. Все пчёлы остались без работы, включая жизненно важных пыльцанов, в результате чего все цветы в мире начали вымирать без опыления. Вскоре последние оставшиеся на Земле живые цветы будут представлены на Параде Роз в Пасадене, штат Калифорния. Барри и Ванесса едут на Парад и крадут транспорт с цветами, которые загружают в самолёт. Они надеются передать цветы пчёлам, чтобы они могли собрать пыльцу с них и опылить мёртвые цветы. Когда командир воздушного судна и второй пилот теряют сознание, Ванесса вынуждена посадить самолёт с помощью Барри и пчёл из улья Барри.
Барри становится членом команды пыльцанов. Вооружившись пыльцой последних живых цветов, Барри и пыльцаны спасают мёртвые цветы, тем самым возобновляя производство мёда. Ванесса открывает магазин «Ванесса & Барри», где продаёт цветы и предлагает определённые марки мёда, «одобренные пчёлами». Барри руководит юридической фирмой в магазине Ванессы под названием «Насекомые в законе», которая занимается спорами между животными и людьми, куда приглашает на работу комара Лосегрыза, а Адам устраивается на работу на крелман.

## Озвучивание
- Джерри Сайнфелд — Барри Би Бенсон
- Рене Зеллвегер — Ванесса Блум
- Крис Рок — комар Лосегрыз
- Мэттью Бродерик — Адам Флейман
- Кэти Бейтс — Джанет Бенсон
- Патрик Уорбертон — Кен
- Джон Гудмен — Лейтон Т. Монтгомери
- Рэй Лиотта — самого себя
- Ларри Кинг — Пче-Ларри Кинг
- Стинг — самого себя
- Тресс Макнилл — Джанетт Чанг / Мать / Корова
- Рип Торн — Лу
- Дэвид Херман — Базз / Боб Бамбл / пилот
- Опра Уинфри — судья Бамблтон